# Rhynchospora nanuzae
Rhynchospora nanuzae är en halvgräsart som beskrevs av Emerson Antônio Rocha och Modesto Luceño. Rhynchospora nanuzae ingår i släktet småag, och familjen halvgräs. Inga underarter finns listade i Catalogue of Life.